# オステオパシー団体・協会
オステオパシー団体・協会（オステオパシーだんたい・きょうかい）は、世界にあるオステオパシー団体・協会の一覧。

## 世界の団体・協会 (五十音順)
- Osteopathic European Academic Network (OSEAN)
- オステオパシー国際連盟 (Osteopathic International Alliance (OIA))
- 世界オステオパシー保健機構 (World Osteopathic Health Organization (WOHO) )

## おもな日本の団体・協会 (五十音順)
- FDMアジアンアソシエイション(FAA)
- 日本オステオパシーメディスン協会(JOMA)
- 日本オステオパシープロフェッショナル協会(JOPA)
- 日本クラシカルオステオパシー協会 (JACO)
- 日本オステオパシー連合(JOF)
  1. 関西オステオパシー協会(KOA)
  2. 全日本オステオパシー協会(AJOA)
  3. 日本オステオパシー学会(JOA)
- 日本クラシカルオステオパシー学会(JICO)

## おもなアメリカ合衆国の団体・協会 (五十音順)
- アメリカオステオパシー協会(American Osteopathic Association)